# 青山宗俊
青山宗俊（日语：／ Aoyama Munetoshi，1604年12月26日—1679年3月26日）是日本江戶時代前期旗本、大名，歷任信濃小諸藩主、大坂城代和遠江濱松藩主，青山氏宗家第3代。

## 生涯
慶長9年（1604年），宗俊作為德川氏譜代重臣武藏岩槻藩主、上總大多喜藩主青山忠俊的長子出生。元和7年（1621年），宗俊獲任命為從五位下因幡守。元和9年（1623年），其父忠俊激怒了第3代將軍德川家光，家光命其蟄居，宗俊亦跟隨父親一同在相模高座郡溝鄉（現神奈川縣內）蟄居。
寬永11年（1634年），宗俊獲家光赦免。寬永15年（1638年）12月1日，宗俊獲任命為書院番頭，並且領受武藏和相模國內共3000石領地，成為旗本。寬永21年（1644年）5月23日，宗俊就任大番頭。正保5年（1648年）閏1月19日，宗俊獲加封至信濃小諸2萬7000石，成為總共3萬石大名，同時暫時管理本領以外的信濃國內的1萬5000石天領。宗俊在小諸藩期間著手進行名為御影用水、開削新田大型工程，民眾雖然苦不堪言，但是同時增加農田，生產力亦得到提升。
寬文2年（1662年）3月29日，宗俊獲任命為大坂城代，加封2萬石至5萬石，所領則轉移至攝津、河內、和泉、遠江、相模和武藏等地。
寬文9年（1669年）12月26日，宗俊升至從四位下。延寶6年（1678年），宗俊辭去大坂城代，並且在同年8月18日移封至遠江濱松藩。延寶7年（1679年）2月15日，宗俊死去，享年76歲，由次子青山忠雄繼任家督。